# Меч кандидата у шаху, Каспаров - Корчној, 1983
Полуфинални меч између Гарија Каспарова и Василиј Смислова, као један од мечева кандидата одиграних 1983. год. Меч је одигран у Лондону од 21. новембра до 16. децембра 1983. у коме је победу славио Гари Каспаров и тиме се пласирао у финале овог такмичења. Меч је трајао једанајест партија.

## Учесници
- Гари Каспаров
- Виктор Корчној

## Резултат
| Играч          | Рејтинг | 1 | 2 | 3 | 4 | 5 | 6 | 7 | 8 | 9 | 10 | 11 |  | + | − | = | Бодови |
| -------------- | ------- | - | - | - | - | - | - | - | - | - | -- | -- |  | - | - | - | ------ |
| Гари Каспаров  | 2690    | 0 | ½ | ½ | ½ | ½ | 1 | 1 | ½ | 1 | ½  | 1  |  | 4 | 1 | 6 | 7      |
| Виктор Корчној | 2610    | 1 | ½ | ½ | ½ | ½ | 0 | 0 | ½ | 0 | ½  | 0  |  | 1 | 4 | 6 | 4      |

## Партије

### Партија 1, Каспаров - Корчној, 0-1
Дамина индијска одбрана, E12 21.11.1983
1.d4 ♘f6 2.c4 e6 3.♘f3 b6 4.♘c3 ♗b7 5.a3 d5 6.cxd5 ♘xd5 7.e3 g6 8.♗b5+ c6 9.♗d3 ♗g7 10.e4 ♘xc3 11.bxc3 c5 12. ♗g5 ♕d6 13.e5 ♕d7 14.dxc5 0-0 15.cxb6 axb6 16.0-0 ♕c7 17.♗b5 ♗xe5 18.♗h6 ♗g7 19.♗xg7 ♔xg7 20.♕d4+ ♔g8 21.♘g5 h6 22.♘e4 ♗xe4 23.♕xe4 ♘a6 24.♕e3 ♕c5 25.♕xc5 ♘xc5 26.♖fb1 ♖fd8 27.♖b4 ♖d6 28.♗f1 ♔f8 29.a4 ♖a5 30.g3 ♔e7 31.♔g2 f5 32.♗b5 ♖d2 33.♖d4 ♖xd4 34.cxd4 ♘xa4 35.♖xa4 ♖xb5 36.♖a7+ ♔d6 37.♖h7 h5 38.♖g7 ♖d5 39.♖xg6 b5 40.♔f3 b4 41.♔e3 b3 42.♔d2 ♖xd4+ 43.♔c3 b2 44.♔xb2 ♖d2+ 45.♔c3 ♖xf2 46.h4 f4 47.♖g5 ♖f3+ 48.♔d4 ♖xg3 49.♖xh5 ♖e3 50.♖h6 ♔e7 51.h5 e5+ 52.♔d5 f3 0-1

### Партија 2, Корчној – Каспаров, ½-½
Одбијен дамин гамбит, D34 23.11.1983
1.d4 d5 2.c4 e6 3.♘f3 c5 4.cxd5 exd5 5.g3 ♘f6 6.♗g2 ♗e7 7.0-0 0-0 8.♘c3 ♘c6 9.♗g5 cxd4 10.♘xd4 h6 11.♗e3 ♖e8 12.a3 ♗e6 13.♕b3 ♕d7 14.♘xe6 fxe6 15.♖ad1 ♗d6 16.♗c1 ♔h8 17.♕a4 ♕e7 18.e3 a6 19.♕h4 ♖ac8 20.e4 d4 21.♘e2 e5 22.♗h3 ♖c7 23.♗g5 ♔g8 24.♗xf6 ♕xf6 25.♕xf6 gxf6 26.♘c1 ♘a5 27.♘d3 ♘b3 28.♗f5 a5 29.♔g2 ♔g7 30.♔h3 ♖ee7 31.♘c1 ½-½

### Партија 3, Каспаров - Корчној, ½-½
Дамина индијска одбрана, E12 25.11.1983
1.d4 ♘f6 2.c4 e6 3.♘f3 b6 4.♘c3 ♗b7 5.a3 d5 6.cxd5 ♘xd5 7.♕a4+ ♘d7 8.♘xd5 exd5 9.♗f4 c6 10.g3 ♗e7 11.♗h3 0-0 12.♖c1 ♗f6 13.0-0 ♖e8 14.♖xc6 ♗xc6 15.♕xc6 ♘f8 16.e3 ♘e6 17.♗d6 ♗e7 18.♗xe7 ½-½

### Партија 4, Корчној – Каспаров, ½-½
Каталонско отварање, E05 27.11.1983
1.d4 d5 2.c4 e6 3.♘f3 ♘f6 4.g3 ♗e7 5.♗g2 0-0 6.0-0 dxc4 7.♕c2 a6 8.♕xc4 b5 9.♕c2 ♗b7 10.♗d2 ♗e4 11.♕c1 ♘c6 12.♗e3 ♘b4 13.♘bd2 ♗b7 14.♗g5 ♖c8 15.a3 ♘bd5 16.♘b3 h6 17.♘a5 ♗a8 18.♘c6 ♗xc6 19.♗xf6 ♗b7 20.♗xe7 ♕xe7 21.♕c5 ♕xc5 22.dxc5 ♘e7 23.a4 b4 24.♘d4 ♗xg2 25.♔xg2 ♖fd8 26.♖fd1 ♖d5 27.♘c2 ♖b8 28.♖xd5 ♘xd5 29.♘d4 ♘e7 30.♖d1 ♔f8 31.♘b3 ♘c6 32.f4 ♔e7 33.♔f3 g6 34.♖d2 f6 35.♔e4 f5+ 36.♔d3 e5 37.e4 ♔e6 38.♔e3 exf4+ 39.gxf4 g5 40.♘d4+ ♘xd4 41.♖xd4 gxf4+ ½-½

### Партија 5, Каспаров - Корчној, ½-½
Каталонско отварање, E04 01.12.1983
1.d4 ♘f6 2.c4 e6 3.g3 d5 4.♗g2 dxc4 5.♘f3 c5 6.0-0 ♘bd7 7.♘a3 ♘b6 8.♘xc4 ♘xc4 9.♕a4+ ♗d7 10.♕xc4 b5 11.♕c2 ♖c8 12.dxc5 ♗xc5 13.♕b3 0-0 14.♘e5 ♕b6 15.♗g5 ♖fd8 16.♕f3 ♗e7 17.♘xd7 ♖xd7 18.♖ac1 ♖cd8 19.♕c6 ♕a5 20.a3 b4 21.♗f4 ♘d5 ½-½

### Партија 6, Корчној – Каспаров, 0-1
Одбијен дамин гамбит, D30 04.12.1983
1.d4 d5 2.c4 e6 3.♘f3 c5 4.cxd5 exd5 5.g3 ♘c6 6.♗g2 ♘f6 7.0-0 ♗e7 8.♗e3 c4 9.♘e5 0-0 10.b3 cxb3 11.♕xb3 ♕b6 12.♖c1 ♕xb3 13.axb3 ♘b4 14.♘a3 a6 15.♗d2 ♖b8 16. ♗xb4 ♗xb4 17.♘d3 ♗d6 18.♘c2 ♗g4 19.♔f1 ♗f5 20.♘c5 ♖fc8 21.♘e3 ♗e6 22.b4 ♔f8 23.♖c2 ♔e7 24.♔e1 h5 25.♖b2 ♖c7 26.♘d3 ♖a8 27.b5 a5 28.b6 ♖c6 29.♖b5 a4 30.♘xd5+ ♘xd5 31.♗xd5 ♗xd5 32.♖xd5 ♖xb6 33.♖xh5 ♖b3 34.♔d2 b5 35.h4 ♖c8 36.g4 a3 37.f4 ♖cc3 38.♖d5 ♔e6 39.♖h5 b4 40.♖a5 ♖xd3+ 41.exd3 ♗xf4+ 42.♔e2 ♖c3 43.g5 ♗c1 44.h5 b3 45.♖5xa3 ♗xa3 46.♖xa3 b2 47.♖a6+ ♔f5 48.♖b6 ♖c2+ 49.♔e3 ♔xg5 50.d5 ♔xh5 51.♔d4 g5 52.♖b8 g4 53.d6 ♖c6 54.♔e5 ♖c5+ 55.♔f6 g3 56.♖xb2 ♖d5 57.♔xf7 ♖xd6 58.♖d2 ♔g4 59.d4 ♔f5 60.♔e7 ♖d5 61.♖d3 ♔f4 62.♔e6 ♖g5 63.d5 ♖g6+ 64.♔e7 g2 65.♖d1 ♔e5 66.d6 ♖e6+ 67.♔d7 ♖xd6+ 68.♖xd6 g1♕ 69.♖e6+ ♔f5 70.♖d6 ♕a7+ 71.♔d8 ♔e5 72.♖g6 ♕a5+ 73.♔d7 ♕a4+ 74.♔e7 ♕h4+ 75.♔f8 ♕d8+ 76.♔f7 ♔f5 77.♖h6 ♕d7+ 78.♔f8 ♔g5 0-1

### Партија 7, Каспаров - Корчној, 1-0
Каталонско отварање, E04 06.12.1983
1.d4 ♘f6 2.c4 e6 3.g3 d5 4.♗g2 dxc4 5.♘f3 ♗d7 6.♕c2 c5 7.0-0 ♗c6 8.♕xc4 ♘bd7 9.♗g5 ♖c8 10.♗xf6 ♘xf6 11.dxc5 ♗xf3 12.♗xf3 ♗xc5 13.♕b5+ ♕d7 14.♘c3 ♕xb5 15.♘xb5 ♔e7 16.b4 ♗xb4 17.♘xa7 ♖c7 18.♖fc1 ♖d7 19.♖ab1 ♗d2 20.♖c2 ♖hd8 21.♗xb7 ♔f8 22.♘c6 ♖c7 23.♖bb2 ♖d6 24.a4 ♗e1 25.♖b1 ♘d5 26. ♗a8 ♖c8 27. ♗b7 ♖c7 28.♖c4 ♘e7 29.♘e5 ♗a5 30.♖b5 ♘g6 31.♘c6 ♖d1+ 32.♔g2 ♗e1 33.a5 ♘e7 34.a6 ♘xc6 35.♖xc6 ♖xc6 36.Bxc6 ♖a1 37.♖b8+ ♔e7 38.♖b7+ ♔d6 39.♗b5 ♗c3 40.♖xf7 ♗f6 41.♖d7+ ♔c5 42.♗d3 h6 43.♖b7 ♖a3 44.a7 ♔d5 45.f3 ♔d6 46.♖b6+ 1-0

### Партија 8, Корчној – Каспаров, ½-½
Каталонско отварање, E04 10.12.1983
1.d4 d5 2.c4 e6 3.♘f3 ♘f6 4.g3 dxc4 5.♗g2 c5 6.♕a4+ ♗d7 7.♕xc4 ♗c6 8.dxc5 ♘bd7 9.♗e3 ♗d5 10.♕a4 ♗c6 11.♕c4 ♗d5 12.♕b4 ♕c8 13.♘c3 ♗xc5 14.♗xc5 ♕xc5 15.♘xd5 ♘xd5 16.♕d2 ♖c8 17.0-0 0-0 18.♖ac1 ♕b6 19.♕d4 ♖fd8 20.♖fd1 ♕xd4 21.♘xd4 ♘7b6 22.♘b3 ♖xc1 23.♖xc1 ♖c8 24.♖xc8+ ♘xc8 25.♗xd5 exd5 26.♘c5 ♘d6 27.♔g2 ♔f8 28.♔f3 ♔e7 29.♔f4 f6 30.h4 g6 31.g4 b6 32.♘a6 ♘e4 33.f3 ♘c5 34.♘c7 d4 35.♘d5+ ♔e6 36.♘b4 a5 37.♘d3 ♔d5 38.g5 f5 39.♔g3 ♘xd3 ½-½

### Партија 9, Каспаров - Корчној, ½-½
Каталонско отварање, E04 12.12.1983
1.d4 ♘f6 2.c4 e6 3.g3 d5 4.♗g2 dxc4 5.♘f3 ♘bd7 6.0-0 ♖b8 7.a4 b6 8.♘fd2 e5 9.♘xc4 exd4 10.♕xd4 ♗c5 11.♕d3 0-0 12.♘c3 ♗b7 13.♗xb7 ♖xb7 14.♕f3 ♕a8 15.♗f4 a6 16.e4 ♖a7 17.♘d5 b5 18.♘a5 bxa4 19.♖fc1 ♗d4 20.♖xa4 ♗xb2 21.♘e7+ ♔h8 22.♖c2 ♕e8 23.♖xb2 ♕xe7 24.♘c6 ♕c5 25.♘xa7 ♕xa7 26.e5 ♘g8 27.♗e3 ♕a8 28.♕xa8 ♖xa8 29.f4 ♘e7 30.♖d2 1-0

### Партија 10, Корчној – Каспаров, ½-½
Одбијен дамин гамбит, D58 14.12.1983
1.d4 d5 2.c4 e6 3.♘f3 ♘f6 4.♗g5 ♗e7 5.♘c3 h6 6.♗h4 0-0 7.e3 b6 8.♕b3 ♗b7 9. ♗xf6 ♗xf6 10.cxd5 exd5 11.♖d1 ♖e8 12.a3 c6 13.♗d3 ♘d7 14.0-0 g6 15.♖fe1 ♘f8 16.♗b1 ♘e6 17.♗a2 ♕c7 18.♕a4 ♖ad8 19.b4 ♕b8 20.♕c2 ♕c7 21.♗b3 ♗g7 22.♕a2 a6 23.♖c1 ♕b8 24.♘a4 ♕a7 25.♘c3 ♕b8 26.♖b1 ♕d6 27.♖bd1 a5 28.bxa5 bxa5 29.e4 a4 30.♗xa4 dxe4 31.♘xe4 ♕f4 32.d5 ♘d4 33.♘xd4 ♖xe4 34.♗xc6 ♗xd4 35.♗xb7 ♖b8 36.♖xe4 ♕xe4 37.♕b1 ♕f4 38.d6 ♕xd6 39.g3 ♖xb7 40.♕xb7 ♗xf2+ 41.♔xf2 ♕xd1 42.♕a8+ ½-½

### Партија 11, Каспаров – Корчној, 1-0
Бенонијева одбрана, A60 16.12.1983
1.d4 ♘f6 2.c4 e6 3.g3 c5 4.d5 exd5 5.cxd5 b5 6.♗g2 d6 7.b4 ♘a6 8.bxc5 ♘xc5 9.♘f3 g6 10.0-0 ♗g7 11.♘d4 0-0 12.♘c3 a6 13.♘c6 ♕c7 14.♗e3 ♗b7 15. ♗d4 ♖fe8 16.a4 bxa4 17.♗xc5 dxc5 18.♕xa4 ♘d7 19.♕b3 ♗xc6 20.dxc6 ♘b6 21.♖ab1 ♖ab8 22.♕a3 c4 23.♖fc1 ♗xc3 24.♕xc3 ♖xe2 25.♕d4 a5 26.♖b5 a4 27.♗f3 ♖ee8 28.♕c5 ♕e7 29.c7 ♕xc5 30.♖xc5 ♖bc8 31.♗b7 ♘d7 32.♖5xc4 1-0